# Castianeira alba
Castianeira alba là một loài nhện trong họ Corinnidae.
Loài này thuộc chi Castianeira. Castianeira alba được miêu tả năm 1969 bởi Reiskind.